# Logar
Logar (paszto: لوګر) – jedna z 34 prowincji Afganistanu, zlokalizowana we wschodniej części kraju, na południowy-wschód od Kabulu. Rozciąga się wzdłuż rzeki Logar. Do 1970 r. stolicą prowincji było miasto Baraki Barak, a obecnie Pol-e Alam. W 2021 r. liczyło ponad 442 tys. mieszkańców.

## Nazwa
W języku paszto nazwa „lowgar” oznacza „wysokie góry”.

## Ludność i podział administracyjny
W Logar zamieszkuje większość pasztuńska.

Powiaty prowincji Logar

- Baraki Barak
- Charkh
- Khoshi
- Mohammad Agha
- Kharwar
- Azra
- Pul-i-Alam

## Historia i współczesność
Pasztuński szczep Khattak ma w tej prowincji swe tereny rodowe. Również szczepy Afridich i Orakzai wywodzą się z tej prowincji. Pierwsze wzmianki o tych szczepach znajdują się w XII- i XIII-wiecznych przekazach z Logar. 
Politycznie prowincje Logar można uznać za mały Afganistan, gdyż na tak małym terytorium odzwierciedlony jest pełny układ sił politycznych charakterystyczny dla całego kraju. Przed interwencją NATO w Afganistanie w Logar część prowincji znajdowała się pod kontrolą Talibanu, a część pod kontrolą Sojuszu Północnego. Powiaty Baraki Barak, Khushi, Charkh i Pule Alam kontrolowane były przez siły Jamiat e Islami. W prowincji miała swe obozy treningowe Al-Ka’ida. Z kolei powiat Mohamad Agha znajdował się pod kontrolą sił związanych z partia Hezb-i-Islami